# Волнения в Кувейте (2011)
Волнения в Кувейте — массовые протесты в Кувейте, начавшиеся в феврале 2011 года. Манифестации в относительно спокойном Кувейте произошли на фоне волнений, охвативших арабский мир в 2011 году.

## Описание
Протесты начались с многочисленной демонстрации не имеющих гражданства арабских жителей страны — «бидунов», протестовавших против своего бесправного положения. Манифестанты требовали предоставления гражданства, право на труд, бесплатное образование и медицинское обслуживание.

## Хроника
- 18 февраля. В столкновениях между полицией и бедуинами пострадали около 30 человек. В манифестации в городе Эль-Джахра, расположенном к северу от Эль-Кувейта, столицы Кувейта, участвовали свыше тысячи человек, в основном бедуины. Силы правопорядка рассеяли толпу с помощью шумовых гранат, дымовых шашек и водяной пушки, десятки протестующих были арестованы. В заявлении министерства внутренних дел страны говорится, что демонстранты кидали камни в сотрудников полиции и не подчинились требованию властей разойтись. Всего было арестовано 140 человек, большая часть из которых на следующий день была отпущена на свободу[2].
- 19 февраля. Полицейские применили слезоточивый газ, чтобы разогнать митинг из примерно 300 человек, который прошёл в Эс-Сальбии, пригороде столицы. Силы безопасности Кувейта были заранее оповещены о готовящемся мятеже через социальные сети, которыми пользовались для организации манифестации бедуины. Полиция и солдаты атаковали демонстрантов, используя слезоточивый газ. В ходе подавления беспорядков были ранены 7 человек[3].
- 8 марта. Более тысячи человек, в основном молодые люди, вышли на улицы столицы Кувейта с требованиями политических реформ. Манифестанты добивались отставки премьер-министра страны, шейха Насера аль-Мухаммеда ас-Сабаха, племянника эмира Сабаха аль-Ахмеда ас-Сабаха, а также внесения поправок в конституцию[4].
- 11 марта. Демонстрации протеста, в которой приняли участие около 200 человек, прошла в столице Кувейта. Жители эмирата без гражданства — бедуины — собрались в центре Эль-Кувейта и требовали таких же прав, какими обладают другие кувейтцы, а именно — подданства, бесплатного образования, медицинского обслуживания и рабочих мест. Для разгона участников демонстрации кувейтская полиция применила слезоточивый газ[5].

Осенью начались протесты связанные с коррупцией премьера и ряда депутатов парламента
- 16-17 ноября митинг против премьера, шествие к его дому, занятие парламента[6].
- 28 ноября правительство ушло в отставку, эмир принял её.
- 6 декабря распущен парламент